# Piper PA-28 Cherokee

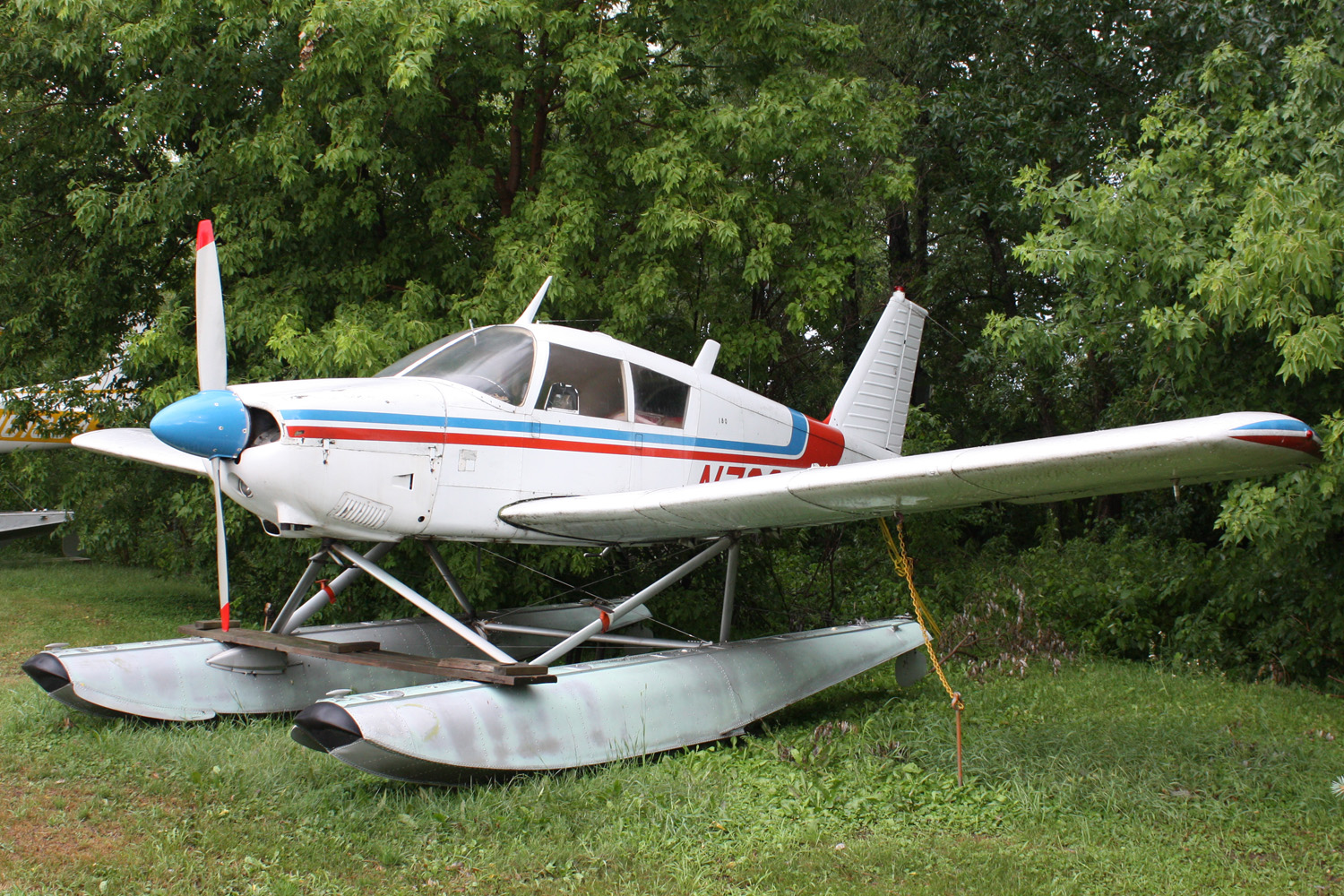
Piper Cherokee en flotadores

El Piper PA-28 Cherokee es una familia de aviones livianos, monomotores, de dos y cuatro plazas, los cuales recibieron su certificación de vuelo de la FAA en 1960 y siguen produciéndose en las instalaciones de The New Piper Aircraft Company. El Piper PA-28 es uno de los aviones más fabricados de la historia y un avión de entrenamiento muy popular.
Los modelos actuales son el Warrior, Arrow, Archer y el Pilot. El Archer fue discontinuado en 2009, pero con la inversión de los nuevos propietarios de la compañía, el modelo fue puesto nuevamente en producción en 2010.
Piper ha creado variantes con la familia Cherokee instalando motores que van desde 105 a 220 kW (140 a 300 hp), ofreciendo turbocompresores, tren retráctil, hélice de velocidad constante, y alargando el fuselaje para acomodar seis personas. El Piper PA-32 (conocido inicialmente como «Cherokee Six») es una variante más larga de seis asientos del PA-28. La variante PA-32R Saratoga estuvo en producción hasta 2009.

## Historia

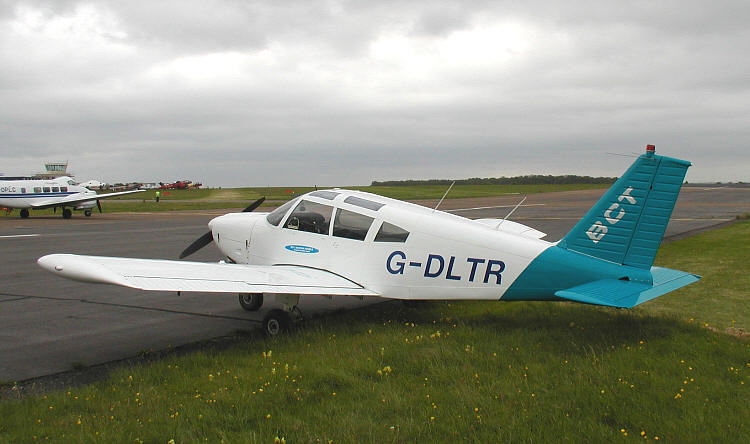
Piper PA-28 Cherokee 180E.

En el momento del nacimiento del Cherokee, el principal avión metálico monomotor de Piper era el Piper PA-24 Comanche, mayor y más rápido que el Cherokee con tren retraíble y hélices de velocidad constante. Karl Bergey, Fred Weick y John Thorp diseñaron el Cherokee como una alternativa más económica al Comanche con menores costes de fabricación (aunque algunos Cherokees posteriores ofrecieron la posibilidad de montar tren retraíble y hélices de velocidad constante) y para poder competir con el Cessna 170 y 172. Las líneas de producción del Cherokee y del Comanche continuaron funcionando de forma paralela durante una década, hasta que en 1972 dejó de fabricarse el Comanche, reemplazado por los Piper PA-32R Saratoga.
Los Cherokees originales eran el Cherokee y el Cherokee 160 (PA-28-150 y PA-28-160), cuya producción comenzó en 1961 (a no ser que se diga lo contrario, la denominación numérica se corresponde con la potencia en caballos de fuerza del motor).
Del 160 desciende el modelo Warrior, mientras que a partir del 180 se construyó el Archer. El Cherokee 180 fue añadido a la serie en 1962, y estaba equipado con un motor Lycoming O-360 de 180 cv (134 kW); esa potencia extra lo hizo más práctico para volar con sus 4 plazas. Piper continuó ampliando la serie: en 1963 fue presentado el aún más potente Cherokee 235 (PA-28-235), perfectamente capaz de competir con el Cessna 182 en cuanto a capacidad de carga transportable; en 1964, la compañía completó la serie con el modelo inferior, el Cherokee 140 (PA-28-140), diseñado para entrenamiento y en un principio construido con solamente dos asientos.
Una fuente de confusión es el hecho de que el PA-28-140 fuese ligeramente modificado tras su presentación incorporándole un motor de 150 cv (112 kW) de potencia pero manteniendo el sufijo -140. Piper también fabricó un modelo llamado Cherokee Six, que en realidad corresponde a la serie PA-32 a al que también pertenecen en Lance y el Saratoga, y se caracterizan por tener un fuselaje más largo y capacidad para 1 piloto y 5 pasajeros.

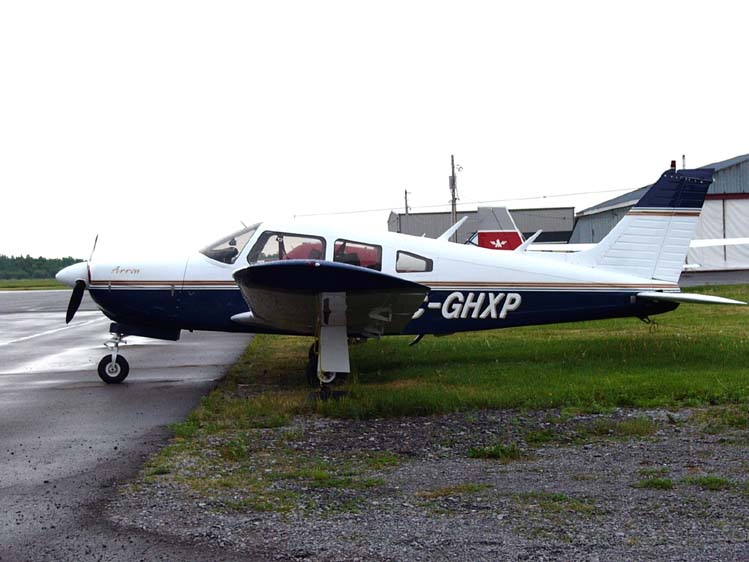
Piper PA-28R-200 Cherokee Arrow equipado con el tren de aterrizaje retráctil (véase el detalle de las portezuelas del compartimento donde se recoge).

En 1967 Piper presentó el PA-28R-180 Cherokee Arrow. Este avión estaba equipado con hélices de velocidad constante, tren de aterrizaje retráctil y un motor Lycoming O-360 de 180 cv (134 kW) de potencia. En 1969 los motores fueron mejorados hasta desarrollar una potencia de 200 cv (149 kW), con lo que el nombre fue cambiado a PA-28R-200. Al mismo tiempo que se presentó el Arrow, Piper cesó la producción de los Cherokee 150 y 160.
En 1968 se introdujeron cambios en la cabina de mando, cambiando el sistema de aceleración "empujar-tirar" por otro más moderno basado en palancas para regular la aceleración y la mezcla de combustible. Además fue añadida una tercera ventanilla a cada lado, dando al fuselaje un aspecto más moderno que se vería en posteriores diseños.
En 1971 Piper presentó una versión del Cherokee 140 llamada Cherokee Cruiser 2+2; aunque el avión mantenía la designación 140, en realidad era un avión con una potencia de 150 cv (112 kW) y comercializado principalmente con cuatro asientos. En 1973 el 180 fue redenominado Cherokee Challenger y su fuselaje fue alargado ligeramente y junto a su envergadura de alas; el 235 pasó a llamarse Charger y experimentó modificaciones parecidas. En 1974, Piper volvió a jugar con los nombres, acortando la denominación Cruiser 2+2 (140) a simplemente Cruiser, el Challenger a Archer (PA-28-181), y el Charger (235) a Pathfinder. En ese año también fue retomada la producción del Cherokee 150 como Cherokee Warrior (PA-28-151), presentando el mismo fuselaje alargado del Archer y unas nuevas alas alargadas.
En 1977 Piper dejó de fabricar el Cruiser (140) y el Pathfinder (235), pero introdujo un nuevo modelo de 235 cv (175 kW), el Dakota (PA-28-236), basado en el modelo 235 (Charger/Pathfinder) pero con esas nuevas alas alargadas. También fue presentada una versión de 200 cv (149 kW) llamada Turbo Dakota (PA-28-201T), pero debido a sus pocas ventas enseguida fue retirada. En 1978 se actualizaron los motores del Warrior (PA-28-161) a 160 cv (119 kW), cambiando su nombre a Warrior II.
El PA-28 también fue construido en Brasil bajo licencia con las denominaciomes Embraer EMB-711 Corisco (PA-28R-200), EMB-711T Corisco Turbo (PA-28R-200T) y EMB-712 Tupi (PA-28-181).
La compañía «Piper Aircraft» original se declaró en bancarrota en 1991. En 1995 fue fundada «The New Piper Aircraft Company», que en 2006 retomara su nombre «Piper Aircraft Company», y actualmente aún produce tres versiones del PA-28 Cherokee: el Warrior III (PA-28-161) de 160 cv (119 kW), el Archer III (PA-28-181) de 180 cv (134 kW) y el Arrow (PA-28R-200) de 200 cv (149 kW) con tren retráctil, así como una versión con turbocompresor (PA-28R-200T Turbo Arrow).

## Caracterización

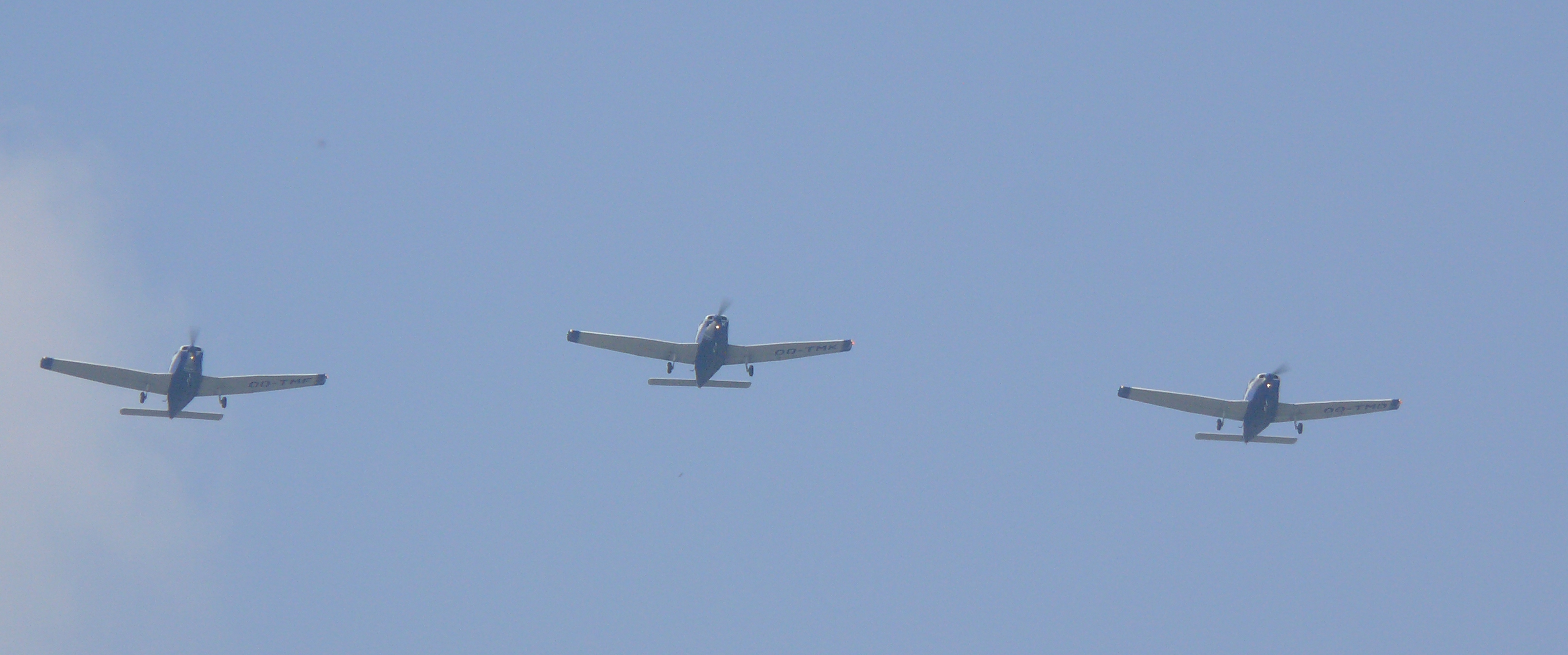
Tres Piper P28A-161 Warrior III aircraft, OO-TMF, OO-TMK, OO-TMO, de la Academia Aérea Vuelo Ben durante un espectáculo en el Stampe Fly en 2012

El Cherokee es un avión íntegramente de metal, sin presurizar, de 4 plazas, monomotor de pistones, de ala baja y tren de aterrizaje en forma de triciclo (1 rueda delantera y 2 traseras); sus principales competidores han sido el Cessna 172 y el Beechcraft Musketeer. Todos los Cherokees tienen una única puerta junto al asiento del copiloto, de forma que para entrar en el avión es necesario caminar sobre el ala derecha. Los Cherokees más sencillos son muy populares entre los aviones de entrenamiento.
Piper ha creado diferentes versiones del Cherokee instalando motores con potencias entre 140 y 235 caballos de fuerza, tren de aterrizaje fijo o retractable, hélices de inclinación fija o de velocidad constante e incluso turbocompresor.
Este avión está equipado con un motor Lycoming O-360 de cuatro cilindros opuestos y en distribución horizontal. El motor está dotado de arranque, alternador, dos magnetos, una bomba de vacío y una de combustible, un filtro de aire, entre otros. Es refrigerado por aire, el cual ingresa por dos tomas frontales.
Límites de velocidad 
Según cada tipo de Piper PA 28 existen diferentes limitaciones en su velocidad.
| Sigla | Condición                                 | PA 28-140 | PA 28 -160 | PA 28 -180 |
| ----- | ----------------------------------------- | --------- | ---------- | ---------- |
| Vs0   | Velocidad de pérdida con flaps extendidos | 48        | 50         | 49         |
| Vs    | Velocidad de pérdida sin flaps            | 56        | 58         | 55         |
| Vfo   | Velocidad máxima para extender flaps      | 80        | 80         | 80         |
| Vfe   | Velocidad máxima con flaps extendidos     | 102       | 102        | 102        |
| Va1   | Velocidad para maniobras                  | 113       | 113        | 113        |
| Va2   | Velocidad para maniobras                  | 89        | 89         | 89         |
| Vno   | Velocidad máxima estructural              | 125       | 125        | 125        |
| Vne   | Velocidad nunca excedida                  | 132       | 160        | 154        |

Nota: Velocidad en nudos indicados (KIAS). Va1 es con el máximo peso de despegue, Va2 es con 742 kg.

## Especificaciones (PA-28-140)

### Características generales
- Tripulación: 1 piloto.
- Capacidad: 3 pasajeros.
- Longitud: 7,2 m (23,5 ft)
- Envergadura: 9,2 m (30,2 ft)
- Altura: 2,3 m (7,4 ft)
- Superficie alar: 15,1 m² (163 ft²)
- Perfil alar: NACA 652-415
- Peso vacío: 545 kg (1201 lb)
- Peso cargado: 1156,7 kg (2549,3 lb)
- Peso útil: 1134 lbs (514,9 kg)
- Peso máximo al despegue: 975 kg (2.150 lb)
- Planta motriz: 1× Motor de cilindros opuestos Lycoming O-320-E2A.
  - Potencia: 109 (150 CV)
- Hélices: 1× Sensenich M74DM bipala de velocidad constante por motor.
- Diámetro de la hélice: 1.9

### Rendimiento
- Velocidad nunca excedida (Vne): 285 km/h (177 MPH; 154 kt)
- Velocidad crucero (Vc): 200 km/h (124 MPH; 108 kt)
- Velocidad de entrada en pérdida (Vs): 89 km/h (55 MPH; 48 kt)
- Alcance: 867 km (468 nmi; 539 mi)
- Alcance en combate: km
- Techo de vuelo: 4400 m (14 436 ft)
- Régimen de ascenso: 3,4 m/s (669 ft/min)
- Carga alar: 64,4 kg/m² (13,2 lb/ft²)

## Operadores militares
- Argentina - Fuerza Aérea Argentina, Prefectura Naval Argentina
- Chile - Fuerza Aérea de Chile
- Colombia - Armada de la República de Colombia
- República Dominicana - Ejército de la República Dominicana

### Desarrollos relacionados
- Piper PA-32 Cherokee Six
- Piper PA-44 Seminole

### Aeronaves similares
- Beechcraft Bonanza / Beechcraft Musketeer
- Cirrus SR20
- Cessna 180
- Cessna 172/182